# Lingkar Selatan (Jambi Selatan)
Lingkar Selatan is een bestuurslaag in het regentschap Jambi van de provincie Jambi, Indonesië. Lingkar Selatan telt 15.977 inwoners (volkstelling 2010).